# Persone di nome Ralf
| Questa pagina contiene informazioni ricavate automaticamente dalle voci biografiche con l'ausilio del template Bio e di un bot. L'aggiornamento è periodico e automatico e ricostruisce completamente la pagina. Se manca una persona in questa lista, sei pregato di non aggiungerla, ma accertati piuttosto che la sua voce biografica contenga il template Bio e che i dati anagrafici siano correttamente compilati. Se il template Bio manca, inseriscilo tu stesso o, in alternativa, metti l'avviso {{tmp\|Bio}} che ne segnala la mancanza. Se i dati riportati sono sbagliati, correggi direttamente la voce biografica; le modifiche saranno visibili in questa lista entro pochi giorni. Per chiarimenti vedi il progetto antroponimi. La lista contiene solo le 58 persone che sono citate nell'enciclopedia e per le quali è stato implementato correttamente il template Bio. Pagina aggiornata al 23 mar 2025. |

Questa è una lista di persone presenti nell'enciclopedia che hanno il nome Ralf, suddivise per attività principale.

## Allenatori di calcio(6)
- Ralf Kellermann, allenatore di calcio e ex calciatore tedesco (Duisburg, n. 1968)
- Ralf Loose, allenatore di calcio e ex calciatore tedesco (Dortmund, n. 1963)
- Ralf Minge, allenatore di calcio e ex calciatore tedesco (Prösen, n. 1960)
- Ralf Rangnick, allenatore di calcio, dirigente sportivo e ex calciatore tedesco (Backnang, n. 1958)
- Ralf Sievers, allenatore di calcio e ex calciatore tedesco (Luneburgo, n. 1961)
- Ralf Zumdick, allenatore di calcio, dirigente sportivo e ex calciatore tedesco (Münster, n. 1958)

## Attori(5)
- Ralf Bauer, attore e conduttore televisivo tedesco (Karlsruhe, n. 1966)
- Ralf Lindermann, attore tedesco (Altdöbern, n. 1960)
- Ralf Moeller, attore e ex culturista tedesco (Recklinghausen, n. 1959)
- Ralf Richter, attore e musicista tedesco (Essen, n. 1957)
- Ralf Schermuly, attore e doppiatore tedesco (Gelsenkirchen, n. 1942 - Berlino, † 2017)

## Calciatori(15)
- Ralf Ackermann, ex calciatore liechtensteinese (n. 1971)
- Ralf Bucher, ex calciatore tedesco (Monaco di Baviera, n. 1972)
- Ralf Edström, ex calciatore svedese (Degerfors, n. 1952)
- Ralf Fährmann, calciatore tedesco (Chemnitz, n. 1988)
- Ralf Falkenmayer, ex calciatore tedesco (Francoforte sul Meno, n. 1963)
- Ralf Geilenkirchen, ex calciatore tedesco (Aquisgrana, n. 1966)
- Ralf Hauptmann, ex calciatore tedesco orientale (Eberswalde, n. 1968)
- Ralf Liivar, calciatore estone (Tallinn, n. 1903 - Tallinn, † 1990)
- Ralf Oehri, ex calciatore liechtensteinese (n. 1976)
- Ralf Schulenberg, ex calciatore tedesco orientale (Erfurt, n. 1949)
- Ralf Seuntjens, calciatore olandese (Breda, n. 1989)
- Ralf Sträßer, ex calciatore tedesco orientale (n. 1958)
- Ralf Vollmer, ex calciatore, allenatore di calcio e dirigente sportivo tedesco (Heilbronn, n. 1962)
- Ralf Weber, ex calciatore tedesco (Seligenstadt, n. 1969)
- Ralf de Souza Teles, calciatore brasiliano (San Paolo, n. 1984)

## Cantanti(2)
- Ralf Mackenbach, cantante, ballerino e fisico olandese (Best, n. 1995)
- Ralf Scheepers, cantante tedesco (Esslingen am Neckar, n. 1965)

## Cavalieri(1)
- Ralf Ehrenbrink, cavaliere tedesco (Bielefeld, n. 1960)

## Cestisti(2)
- Ralf de Pagter, cestista olandese (Haarlem, n. 1989)
- Ralf Risse, ex cestista tedesco (Hagen, n. 1964)

## Direttori della fotografia(1)
- Ralf D. Bode, direttore della fotografia tedesco (Berlino, n. 1941 - Los Angeles, † 2001)

## Dirigenti sportivi(1)
- Ralf Grabsch, dirigente sportivo e ex ciclista su strada tedesco (Wittenberg, n. 1973)

## Fumettisti(1)
- Ralf König, fumettista e scrittore tedesco (Westönnen, n. 1960)

## Generali(1)
- Ralph Graf von Oriola, generale tedesco (Jelenia Góra, n. 1895 - Friburgo in Brisgovia, † 1970)

## Ginnasti(1)
- Ralf Büchner, ex ginnasta tedesco orientale (Berlino Est, n. 1967)

## Giocatori di football americano(1)
- Ralf Kleinmann, ex giocatore di football americano e allenatore di football americano tedesco (Colonia, n. 1971)

## Musicisti(1)
- Ralf Hütter, musicista tedesco (Krefeld, n. 1946)

## Nobili(1)
- Ralf di Mantes, nobile e ammiraglio anglosassone († 1057)

## Nuotatori(1)
- Ralf Braun, ex nuotatore tedesco (Berlino, n. 1973)

## Pesisti(2)
- Ralf Bartels, ex pesista tedesco (Malchin, n. 1978)
- Ralf Reichenbach, pesista tedesco (Wiesbaden, n. 1950 - Berlino, † 1998)

## Piloti automobilistici(1)
- Ralf Schumacher, ex pilota automobilistico tedesco (Hürth, n. 1975)

## Piloti motociclistici(1)
- Ralf Waldmann, pilota motociclistico tedesco (Hagen, n. 1966 - Ennepetal, † 2018)

## Pittori(1)
- A. R. Penck, pittore, scultore e artista tedesco (Dresda, n. 1939 - Zurigo, † 2017)

## Politici(2)
- Ralf Krewinkel, politico olandese (Kerkrade, n. 1974)
- Ralf Törngren, politico finlandese (Oulu, n. 1899 - Turku, † 1961)

## Scacchisti(2)
- Ralf Hess, scacchista tedesco (Francoforte sul Meno, n. 1944)
- Ralf Lau, scacchista tedesco (Brema, n. 1959)

## Schermidori(1)
- Ralf Bißdorf, ex schermidore tedesco (Heidenheim an der Brenz, n. 1971)

## Sciatori alpini(2)
- Ralf Kreuzer, ex sciatore alpino svizzero (Visperterminen, n. 1983)
- Ralf Socher, ex sciatore alpino canadese (Vancouver, n. 1967)

## Scrittori(1)
- Ralf Rothmann, scrittore, poeta e drammaturgo tedesco (Schleswig, n. 1953)

## Slittinisti(1)
- Ralf Palik, slittinista tedesco (Erlabrunn, n. 1990)

## Sociologi(1)
- Ralf Dahrendorf, sociologo, politologo e politico tedesco (Amburgo, n. 1929 - Colonia, † 2009)

## Storici(1)
- Ralf van Bühren, storico e teologo tedesco (Bad Kreuznach, n. 1962)

## Tiratori a segno(1)
- Ralf Schumann, tiratore a segno tedesco (Meissen, n. 1962)

## Triatleti(1)
- Ralf Eggert, triatleta tedesco (Amburgo, n. 1971)